# Тона (место)
Тона (њем. Tonna) општина је у њемачкој савезној држави Тирингија. Једно је од 57 општинских средишта округа Гота. Према процјени из 2010. у општини је живјело 2.895 становника. Посједује регионалну шифру (AGS) 16067067.

## Географски и демографски подаци
Тона се налази у савезној држави Тирингија у округу Гота. Општина се налази на надморској висини од 180 метара. Површина општине износи 30,4 km². У самом мјесту је, према процјени из 2010. године, живјело 2.895 становника. Просјечна густина становништва износи 95 становника/km².